# Atractodes angustipennis
Atractodes angustipennis är en stekelart som beskrevs av Forster 1876. Atractodes angustipennis ingår i släktet Atractodes och familjen brokparasitsteklar. Arten är reproducerande i Sverige. Inga underarter finns listade.